# U-Bahnhof Kottbusser Tor

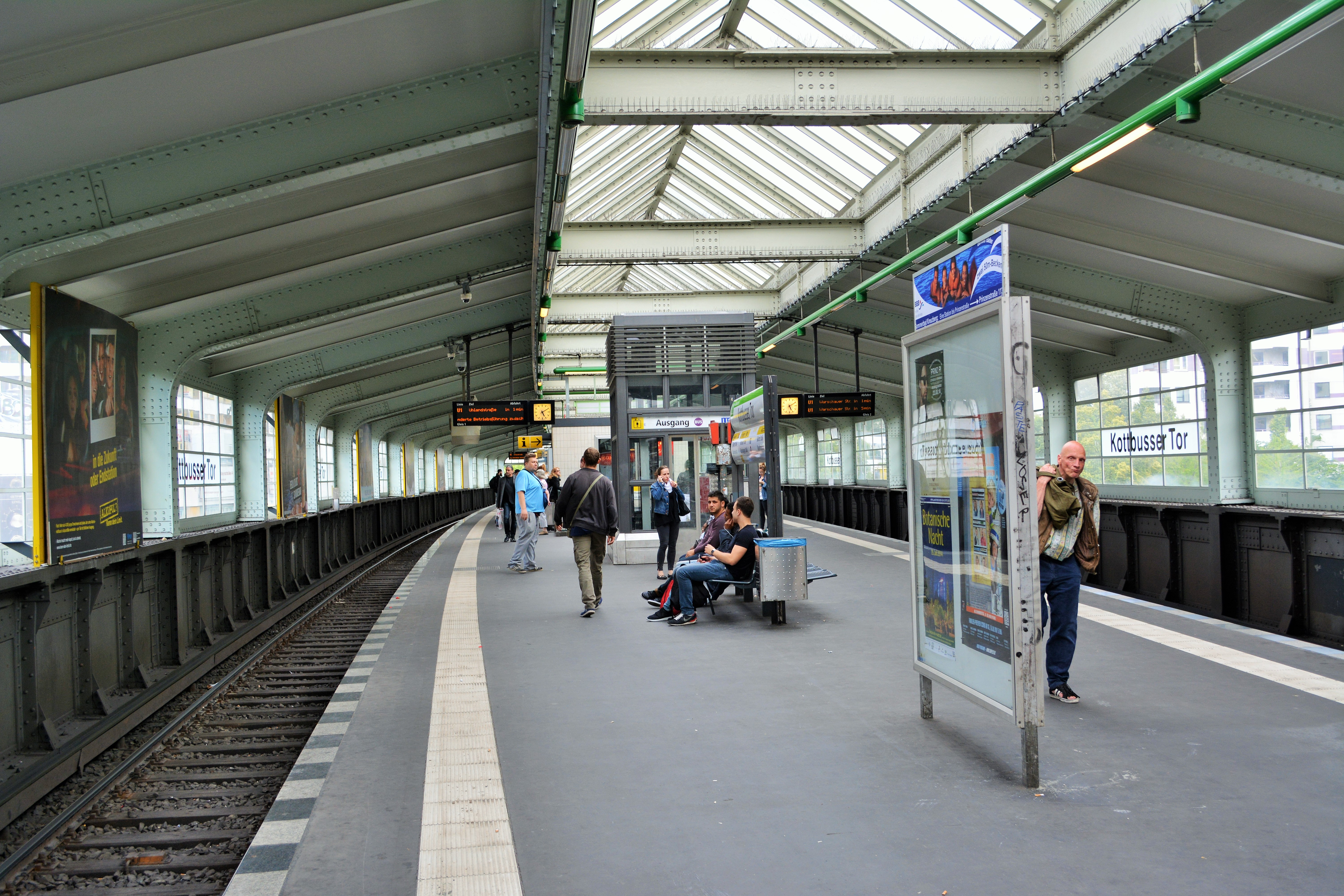
U-Bahnhof Kottbusser Tor, Hochbahnsteig der Linien U1 und U3, 2014

Der U-Bahnhof Kottbusser Tor befindet sich im Berliner Ortsteil Kreuzberg des Bezirks Friedrichshain-Kreuzberg. Als Kreuzungsbahnhof der U-Bahn-Linien U1/U3 und U8 liegt er innerhalb der gleichnamigen Platzanlage über (U1/U3) und unter (U8) dem Straßenniveau. Seine BVG-internen Bezeichnungen sind Kbo (U1/U3, oben) beziehungsweise Kbu (U8, unten).
Die Entfernungen zu den Nachbarstationen betragen auf der Hochbahn-Strecke 650 Meter nach Osten (Görlitzer Bahnhof) und 900 Meter nach Westen (Prinzenstraße), unterirdisch 860 Meter nach Norden (Moritzplatz) sowie 670 Meter nach Süden (Schönleinstraße).

## Geschichte

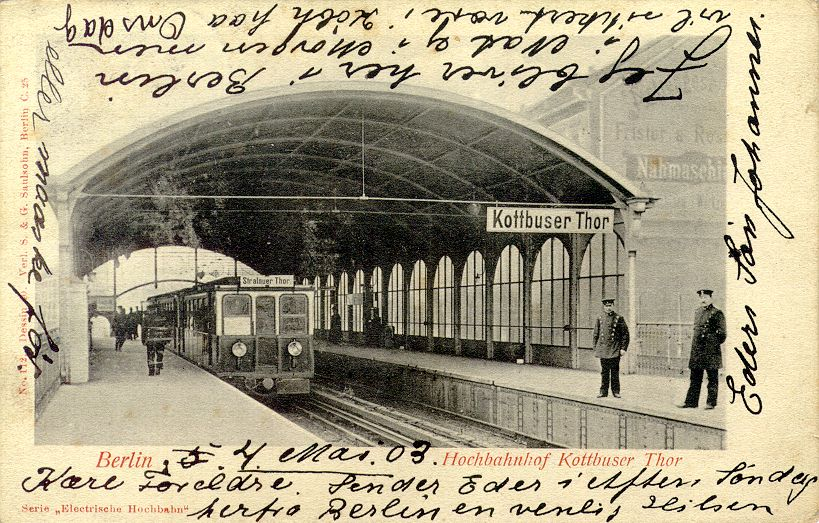
Postkarte mit dem Hochbahnhof Kottbuser Thor und einem Zug der ersten Baureihe AI, 1903

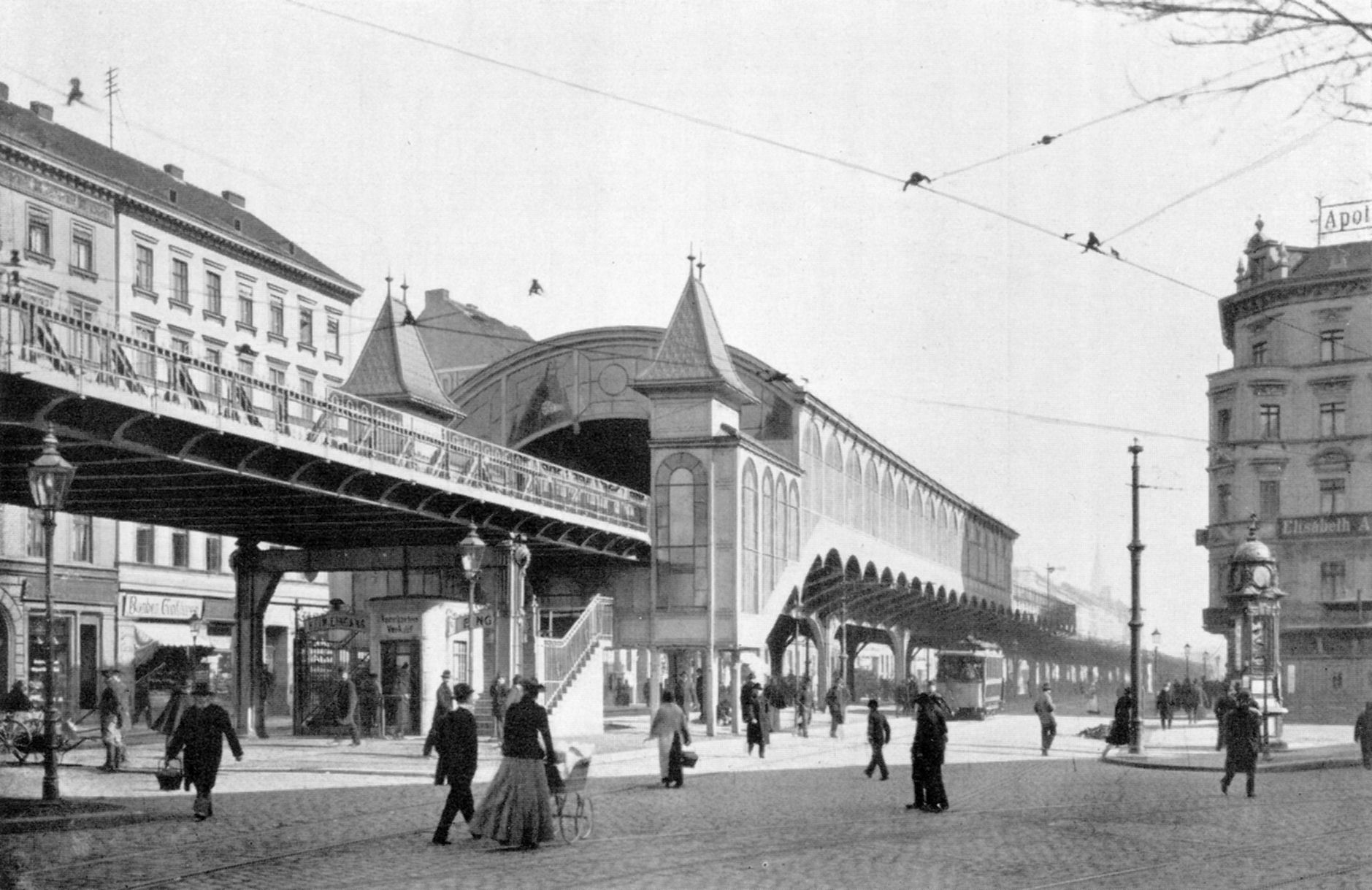
Der 1902 eröffnete erste Bahnhof befand sich an der Ostseite des Platzes

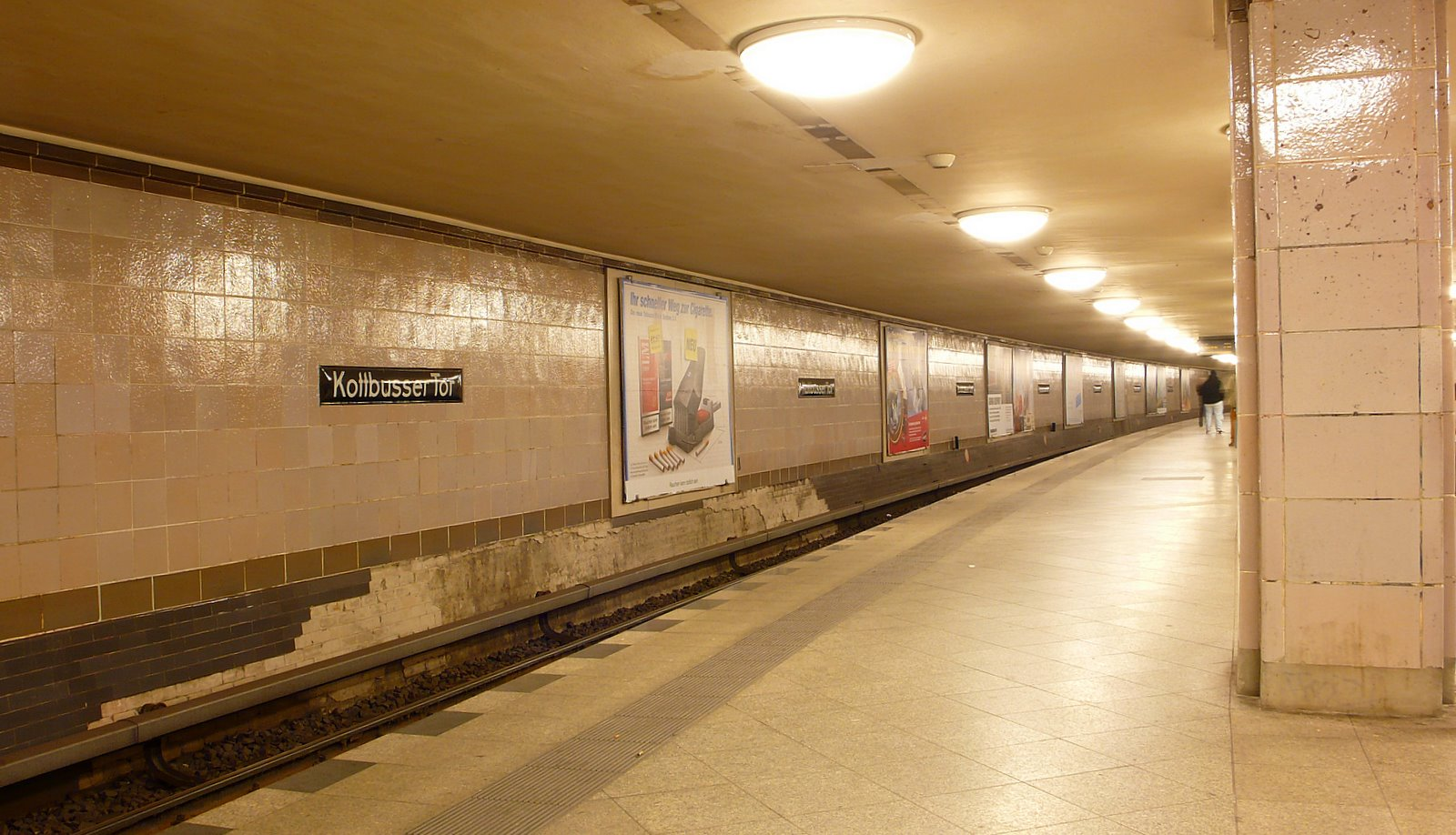
Bahnsteig der Linie U8 in Richtung Hermannstraße

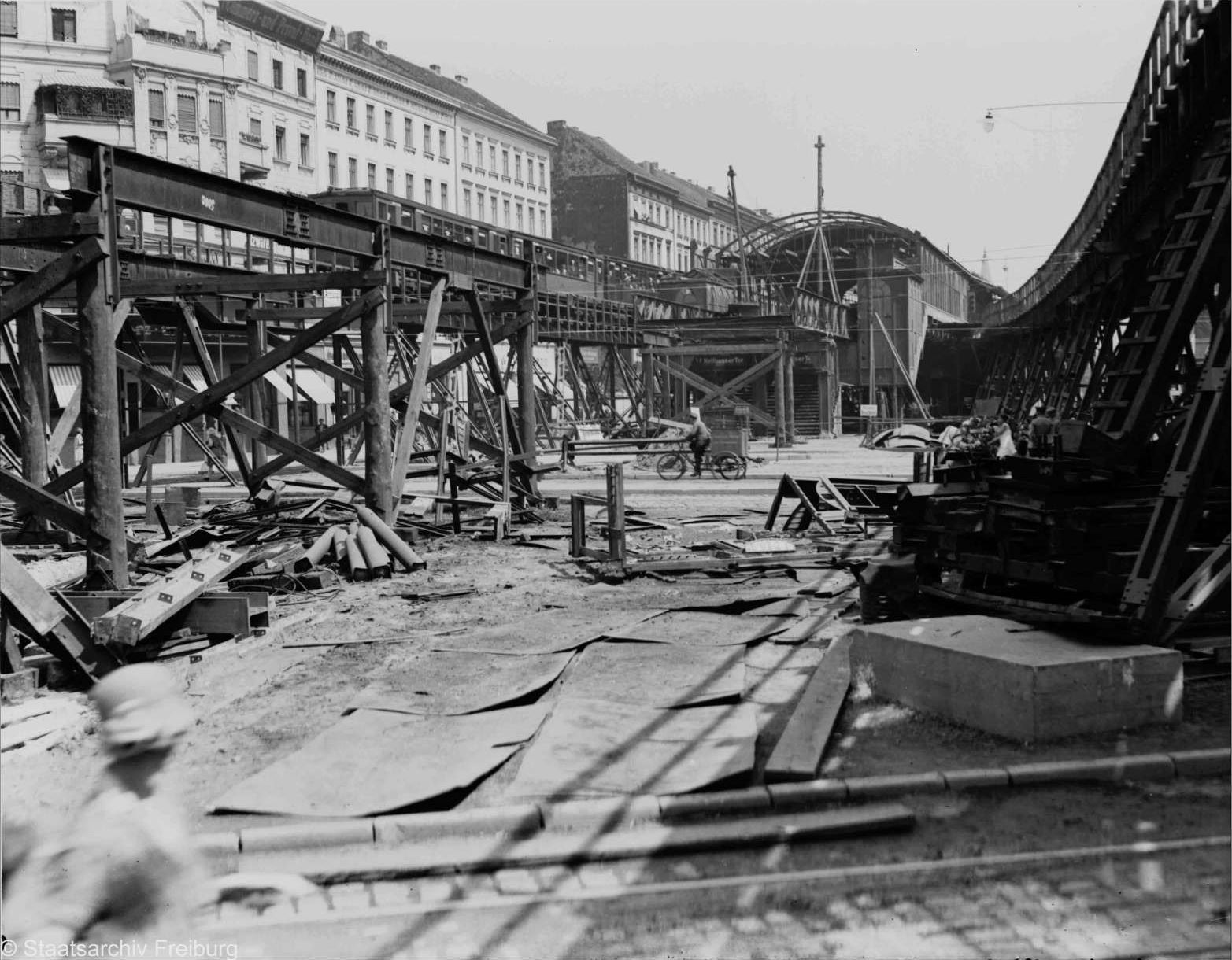
1928 wurde der Hochbahnhof um einige Meter verschoben, um einen besseren Umstieg zur Nord-Süd-Linie (jetzt: U8) zu ermöglichen

Der ursprüngliche Hochbahnhof war am 15. Februar 1902 unter dem Namen Kottbuser Thor östlich des Platzes in Betrieb genommen worden. Mit seinen Seitenbahnsteigen glich er weitgehend der benachbarten Station Görlitzer Bahnhof. Er lag an der auch Stammstrecke genannten ersten U-Bahn-Strecke der Stadt, die weitgehend als Hochbahn ausgeführt worden war und in diesem Abschnitt mit dem Buchstaben ‚B‘ bezeichnet wird.
Im Zusammenhang mit der Eröffnung des Tiefbahnhofs der GN-Bahn (Gesundbrunnen-Neuköllner-Bahn, ehemals Linie D, heutige Linie U8) am 12. Februar 1928 wurde der alte Hochbahnhof durch das heute bekannte und denkmalgeschützte Bauwerk direkt über dem Platz ab 1927 ersetzt und am 4. August 1929 zusammen mit dem U-Bahnhof Leinestraße dem Verkehr übergeben. An der Stelle des einstigen, östlich gelegenen Hochbahnhofs wurde zwischen den Streckengleisen ein Abstell- und Kehrgleis angelegt, auf dem zu Zeiten der Berliner Mauer die in der Hauptverkehrszeit von Theodor-Heuss-Platz kommenden Verstärkerzüge wendeten.
Der Tiefbahnhof Kottbusser Tor war bis zum 6. April 1928 zunächst Endstation für die vom U-Bahnhof Boddinstraße kommenden Züge. An jenem Tag wurde der Verkehr bis Neanderstraße (heute: Heinrich-Heine-Straße) aufgenommen und die Station zum Durchgangsbahnhof.
Während des Zweiten Weltkriegs traf am 29. August 1940 eine Bombe den U-Bahn-Tunnel am Kottbusser Tor. Da die Bombe aber ein Blindgänger war, richtete sie nur geringen Sachschaden an.
Seit der Einführung der Liniennummern am 1. März 1966 verkehrte auf der Hochbahnstation zunächst die Linie 1, die seit 1984 als U1 bezeichnet wird, sowie zeitweise die U12 und die U15 und seit 2018 die U3.

## Modernisierungskonzepte
Der U-Bahnhof Kottbusser Tor steht seit 2024 im Fokus diverser Modernisierungs- und Sicherheitsmaßnahmen. Der Vorstandsvorsitzende der Berliner Verkehrsbetriebe (BVG), Henrik Falk, erklärte im Dezember 2024 den Bahnhof zu einem künftigen Musterbahnhof. Die Maßnahmen konzentrieren sich insbesondere auf Sauberkeit und Sicherheit. Die Gleise werden seitdem videoüberwacht und Personen im Gleis automatisch an die Leitstelle gemeldet. Außerdem sollen Schadensmeldungen seitens der Fahrgäste einfacher an die Verkehrsbetriebe kommuniziert werden können.
Der regelmäßige Einsatz von sogenannten Reinigungsstreifen, die aus Reinigungskräften, privaten Sicherheitsdiensten und Polizei bestehen, wurde über die gesamte Linie U8 hinweg eingeführt.
Am 14. April 2025 erklärten Falk und Verkehrssenatorin Ute Bonde (CDU) den U-Bahnhof gemeinsam zu einem Innovationsbahnhof. Die Reinigungsstreifen schlossen damit ihre Testphase ab und wurden in den Alltagsbetrieb übernommen. Die automatische Videoüberwachung soll von der reinen Gleissicherheit auf andere Bereiche wie etwa Müllerkennung ausgeweitet werden.
Kritik
Das Konzept der Reinigungsstreifen wird von diversen sozialen Projekten als Verdrängungsmaßnahme, Bedrohung und Behinderung sozialer Arbeit bezeichnet. Der BVG-Bereichsleiter für Sicherheit, Ingo Tederahn, wies daraufhin auf die Zusammenarbeit der Streifen mit örtlichen Projekten in der sozialen Arbeit hin. Die Kooperation wurde jedoch von zwei der genannten Projekte bestritten.

## Bauwerk

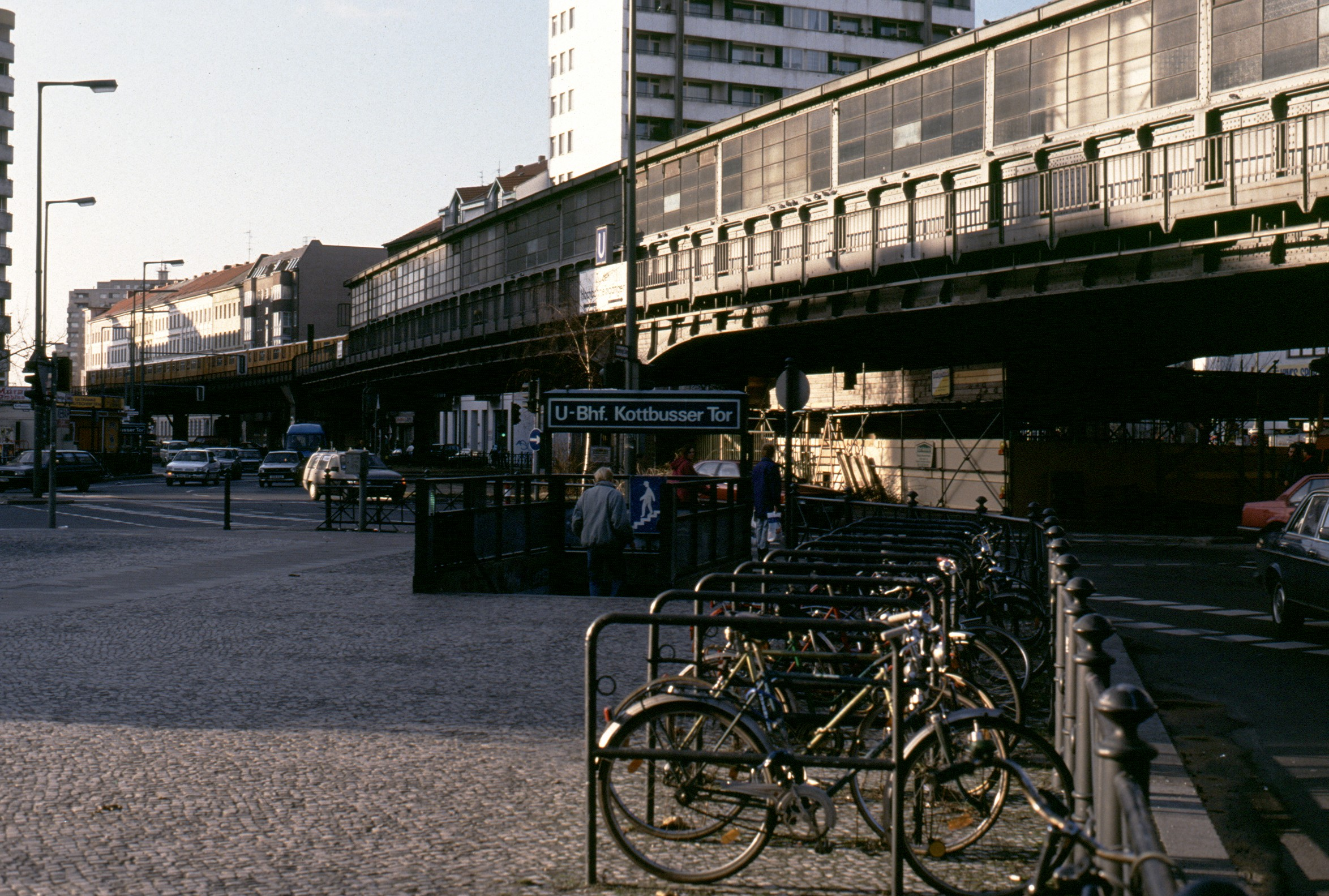
Hochbahnhof von 1928 inmitten des Platzes (1992 noch mit „blinden“ Scheiben)

Der Untergrundbahnhof befindet sich im Niveau −1,5, er ist leicht gekrümmt. Abweichend von der ursprünglichen Planung, die eine gerade Streckenführung durch die Dresdener Straße vorsah, wurde er von der Kottbusser Straße zur nördlichen Reichenberger Straße hin ausgeführt. Darüber befindet sich, unterhalb des Straßenniveaus, eine Verteilerebene mit Schalterhalle und vier Zugängen von umliegenden Gehsteigen. Zu den Enden des Untergrundbahnsteigs wurden ebenfalls Zugänge errichtet.
Der heutige Hochbahnhof erhielt einen 110 Meter langen und 11 Meter breiten Mittelbahnsteig. Die Baumaßnahmen geschahen „unter rollendem Rad“, also ohne Einstellung des laufenden Verkehrs. Die Brückenkonstruktion weist zwischen den Pfeilern die außergewöhnliche Spannweite von 52,5 Meter auf. Abweichend von der übrigen Strecke wurde für den Bahnhofshallenunterbau wegen der weit gespannten Hauptträger Siliziumstahl (St. Si) verwendet. An beiden Bahnsteigenden gibt es Treppen zum Straßenniveau unterhalb der Hochbahn-Trasse. Eine weitere Treppe und zwei Fahrtreppen verbinden von Anfang an den Hochbahnsteig mit der Verteilerebene.
Die Überwindung des Höhenunterschiedes von 13,8 Meter zwischen dem Hoch- und dem Untergrundbahnsteig ist heute auch mit einer Aufzugsanlage – und somit barrierefrei – möglich.
Seit geraumer Zeit sollen Bahnhof und Umfeld durch umfangreiche Arbeiten aufgewertet und instand gesetzt werden, was bisher aber nicht geschehen ist.

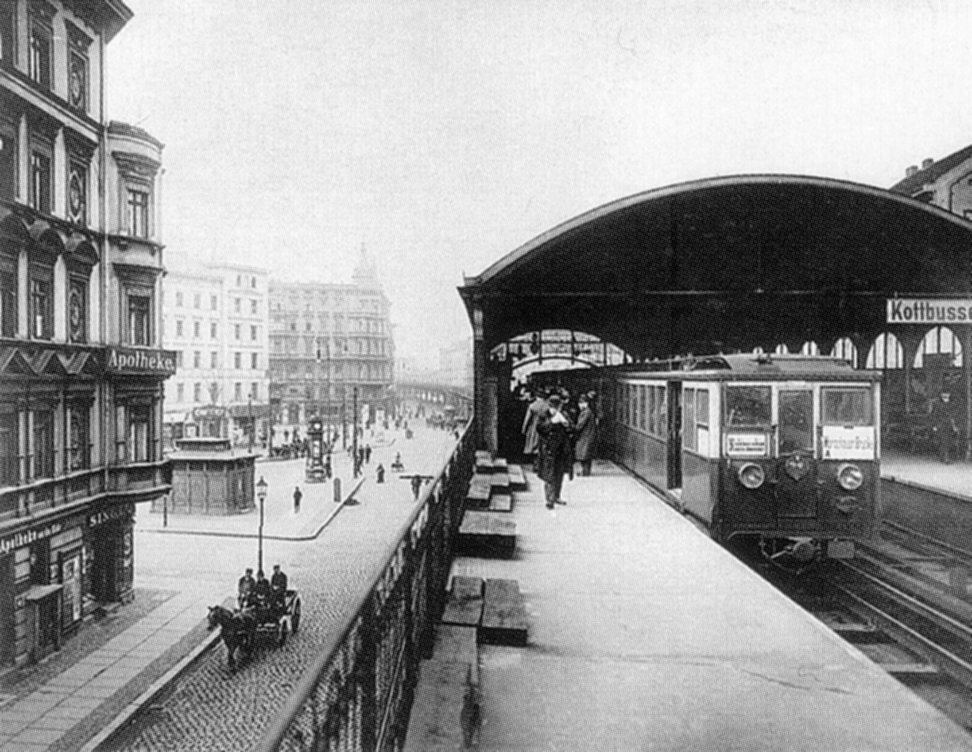
Der erste Bahnhof Kottbusser Tor besaß Seitenbahnsteige, 1904
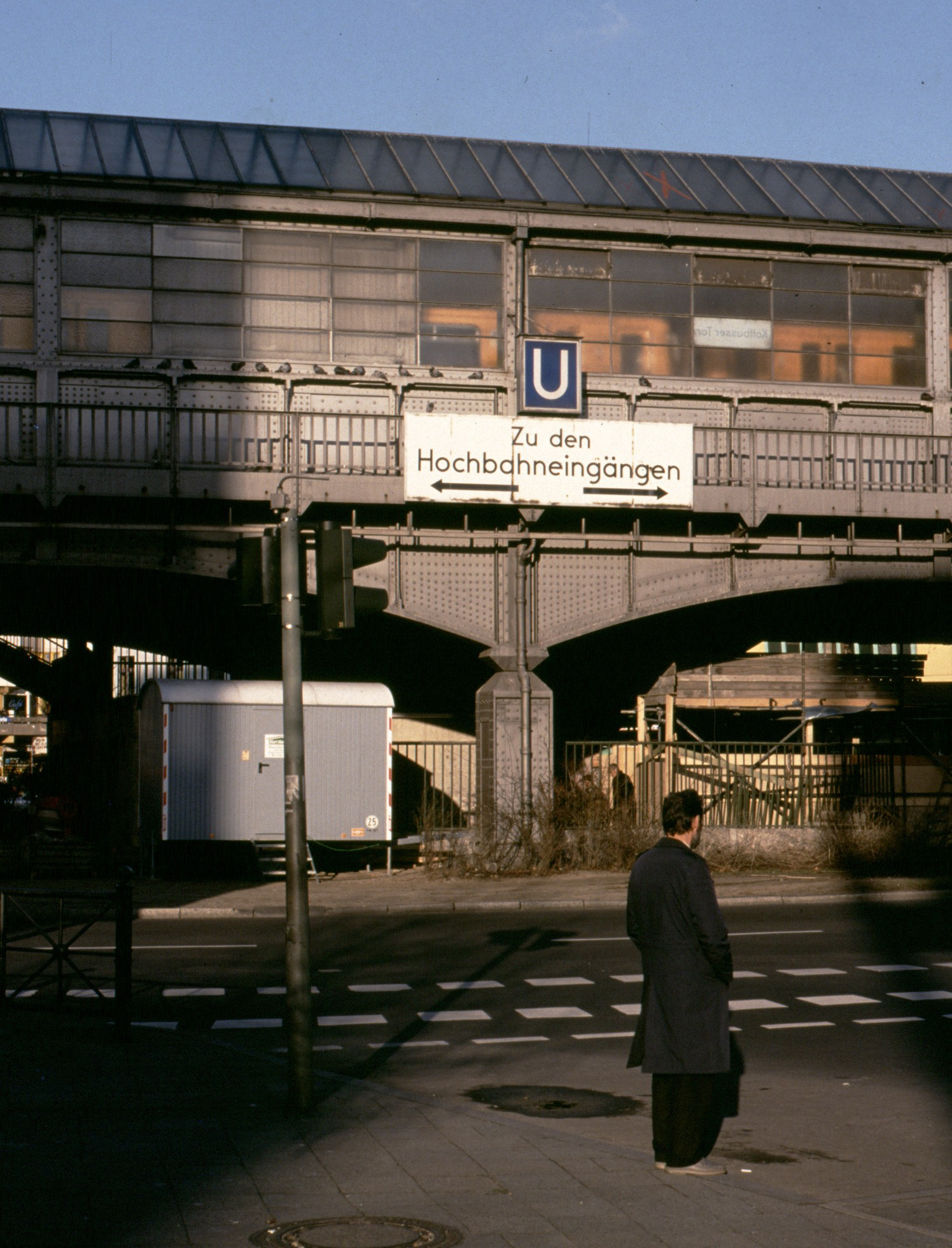
Südliche Mittelstütze des Hochbahnhofs, dahinter die Treppe zum Untergrundbahnhof, 1992
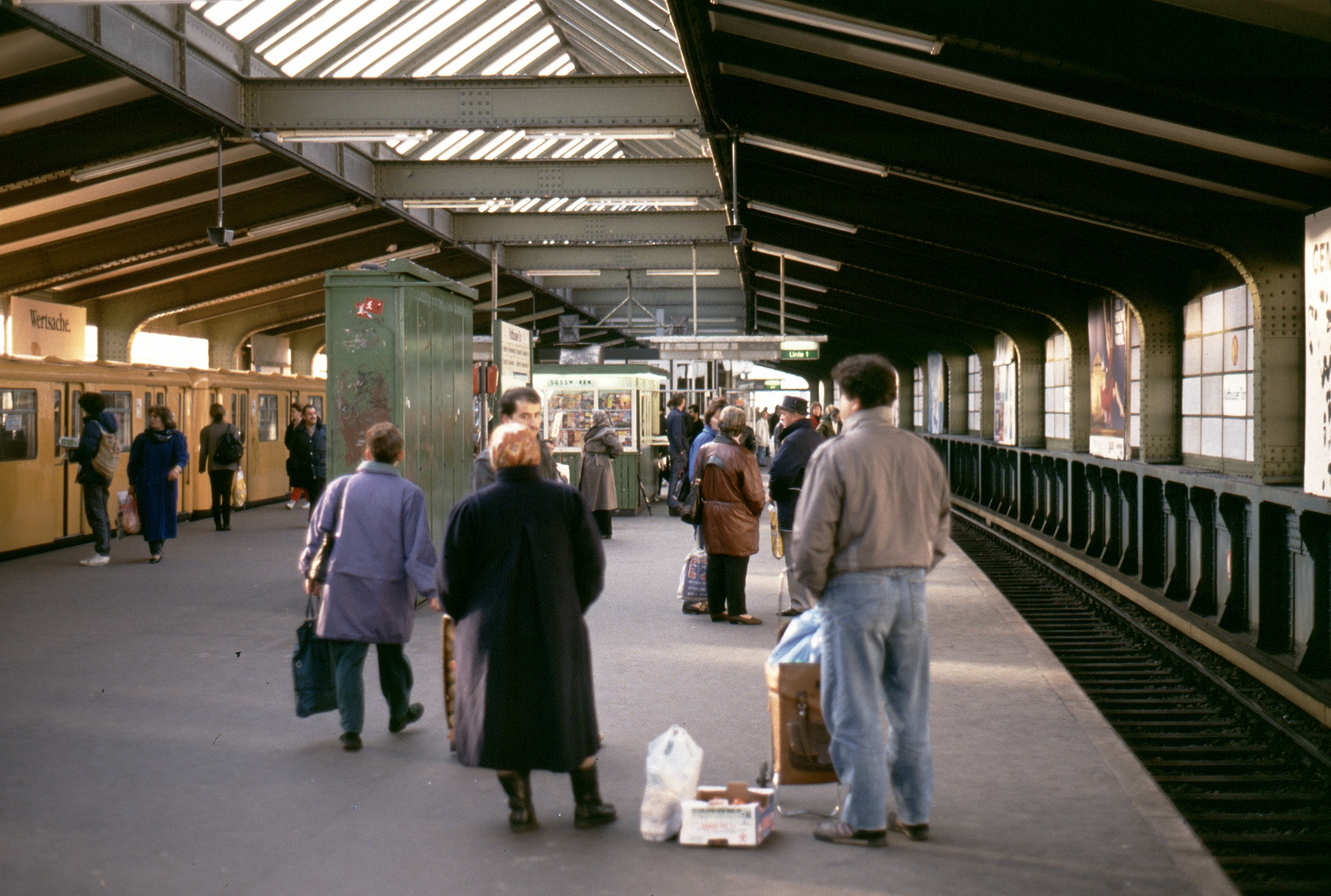
Bahnsteig der U1, der Fahrtzielanzeiger ist 1992 noch immer als Linie 1 beschriftet
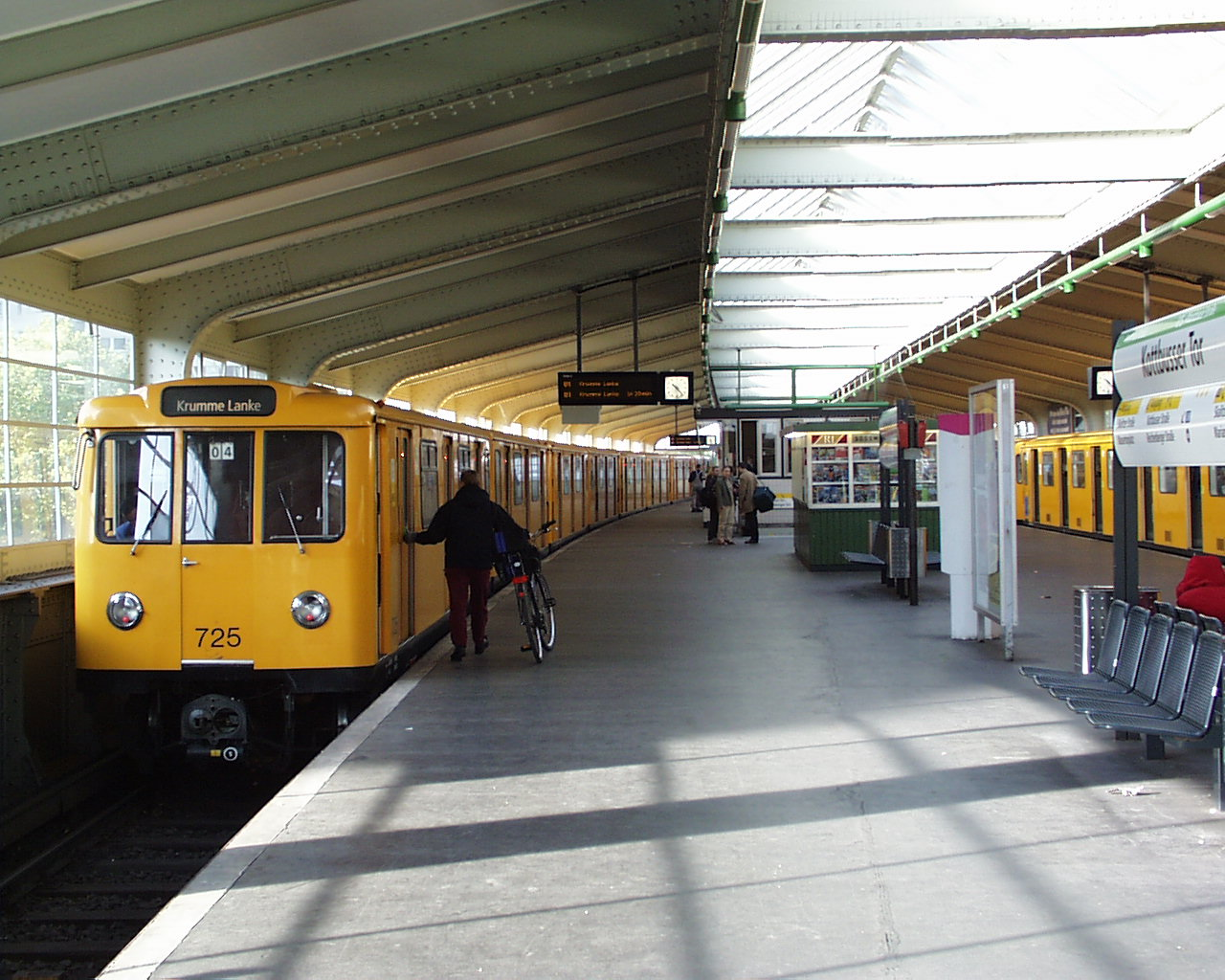
Hochbahnsteig der U1, links ein Zug der Baureihe A3L, 2000

## Anbindung
| Linie | Verlauf |
| ----- | --- |
|       | Uhlandstraße – Kurfürstendamm – Wittenbergplatz – Nollendorfplatz – Kurfürstenstraße – Gleisdreieck – Möckernbrücke – Hallesches Tor – Prinzenstraße – Kottbusser Tor – Görlitzer Bahnhof – Schlesisches Tor – Warschauer Straße |
|       | Warschauer Straße – Schlesisches Tor – Görlitzer Bahnhof – Kottbusser Tor – Prinzenstraße – Hallesches Tor – Möckernbrücke – Gleisdreieck – Kurfürstenstraße – Nollendorfplatz – Wittenbergplatz – Augsburger Straße – Spichernstraße – Hohenzollernplatz – Fehrbelliner Platz – Heidelberger Platz – Rüdesheimer Platz – Breitenbachplatz – Podbielskiallee – Dahlem-Dorf – Freie Universität (Thielplatz) – Oskar-Helene-Heim – Onkel Toms Hütte – Krumme Lanke          |
|       | Wittenau (Wilhelmsruher Damm) – Rathaus Reinickendorf – Karl-Bonhoeffer-Nervenklinik – Lindauer Allee – Paracelsus-Bad – Residenzstraße – Franz-Neumann-Platz (Am Schäfersee) – Osloer Straße – Pankstraße – Gesundbrunnen – Voltastraße – Bernauer Straße – Rosenthaler Platz – Weinmeisterstraße – Alexanderplatz – Jannowitzbrücke – Heinrich-Heine-Straße – Moritzplatz – Kottbusser Tor – Schönleinstraße – Hermannplatz – Boddinstraße – Leinestraße – Hermannstraße |

Der U-Bahnhof dient als Umsteigepunkt zwischen den U-Bahn-Linien U1, U3 und U8 sowie der Omnibuslinie 140 der Berliner Verkehrsbetriebe.